# Национальный музей Шотландии
Национальный музей Шотландии (англ. National Museum of Scotland) — музей в Эдинбурге, Шотландия.

## История
Музей был образован в 2006 году в результате слияния нового Музея Шотландии с коллекциями, относящимися к шотландским древностям, культуре и истории, и прилегающего Королевского шотландского музея (открыт в 1866 году как Эдинбургский музей наук и искусств, переименованный в 1904 году, и на период между 1985 годом и слиянием, названный Королевским музеем Шотландии или просто Королевским музеем) с международными коллекциями, охватывающими науку и технологии, естественную историю и мировые культуры. Два соединённых здания стоят рядом друг с другом на Чемберс-стрит, на пересечении с мостом Георгия IV в центре Эдинбурга.
Вход в музей свободный.

## Архитектура
Два здания сохраняют отличительные черты: Музей Шотландии расположен в современном здании, открытом в 1998 году, а бывшее здание Королевского музея было начато в 1861 году и частично открыто в 1866 году, с фасадом в викторианском венецианском стиле эпохи Возрождения и большим центральным литым залом: железная конструкция, поднимающаяся во всю высоту здания, дизайн Фрэнсиса Фоука и Роберта Мэтисона. Это здание подверглось капитальному ремонту и вновь открылось 29 июля 2011 года после трехлетнего проекта стоимостью 47 миллионов фунтов стерлингов по восстановлению и расширению здания, возглавляемого Gareth Hoskins Architects, наряду с одновременным изменением дизайна выставок Ralph Appelbaum Associates.

## Собрание
Музей включает коллекции бывшего Национального музея древностей Шотландии. Помимо национальных коллекций шотландских археологических находок и средневековых предметов, музей содержит артефакты со всего мира, охватывающие геологию, археологию, естественную историю, науку, технологии, искусство и мировые культуры. 16 новых галерей, вновь открытых в 2011 году, включают около 8 тысяч объектов, 80 % из которых ранее не выставлялись. Одним из наиболее примечательных экспонатов является чучело овцы Долли, первое успешное клонирование млекопитающего из взрослой клетки. Среди других достопримечательностей ― древнеегипетские выставки, один из экстравагантных костюмов Элтона Джона, коллекция костюмов Жана Мюра и большая кинетическая скульптура под названием Часы тысячелетия. Шотландское изобретение, которое неизменно пользуется успехом на школьных вечеринках, ― это Scottish Maiden, ранняя машина для обезглавливания, предшествовавшая гильотине.
В 2019 году музей посетили 2 210 024 человека, что сделало его самой популярной достопримечательностью Шотландии в этом году.